# Psychotria ankasensis
A Psychotria ankasensis a tárnicsvirágúak (Gentianales) rendjébe és a buzérfélék (Rubiaceae) családjába tartozó faj.

## Előfordulása
A Psychotria ankasensis természetes előfordulási területe kizárólag az afrikai Ghánában van. Azaz ennek az országnak az egyik endemikus növénye.

## Képek

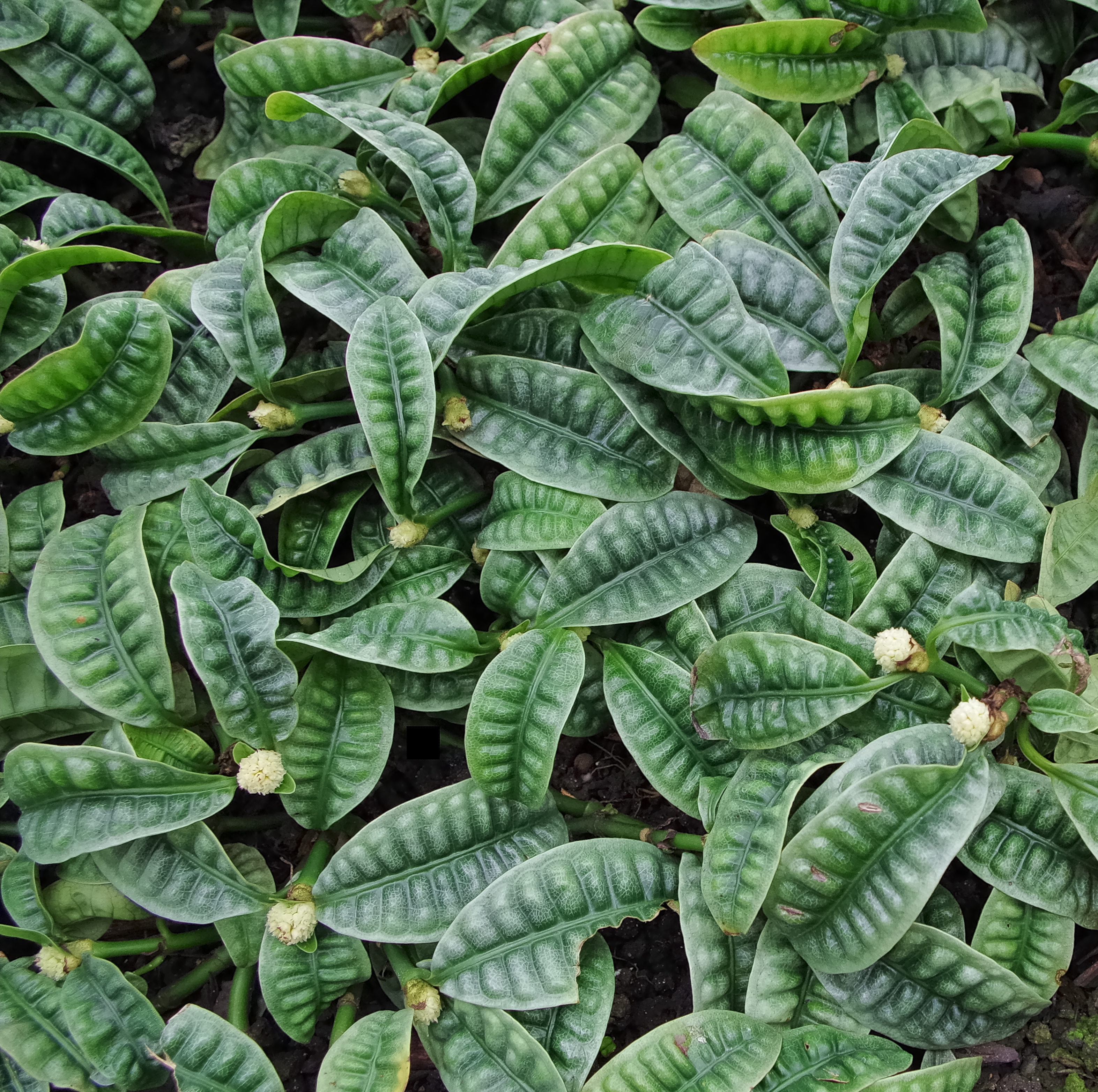
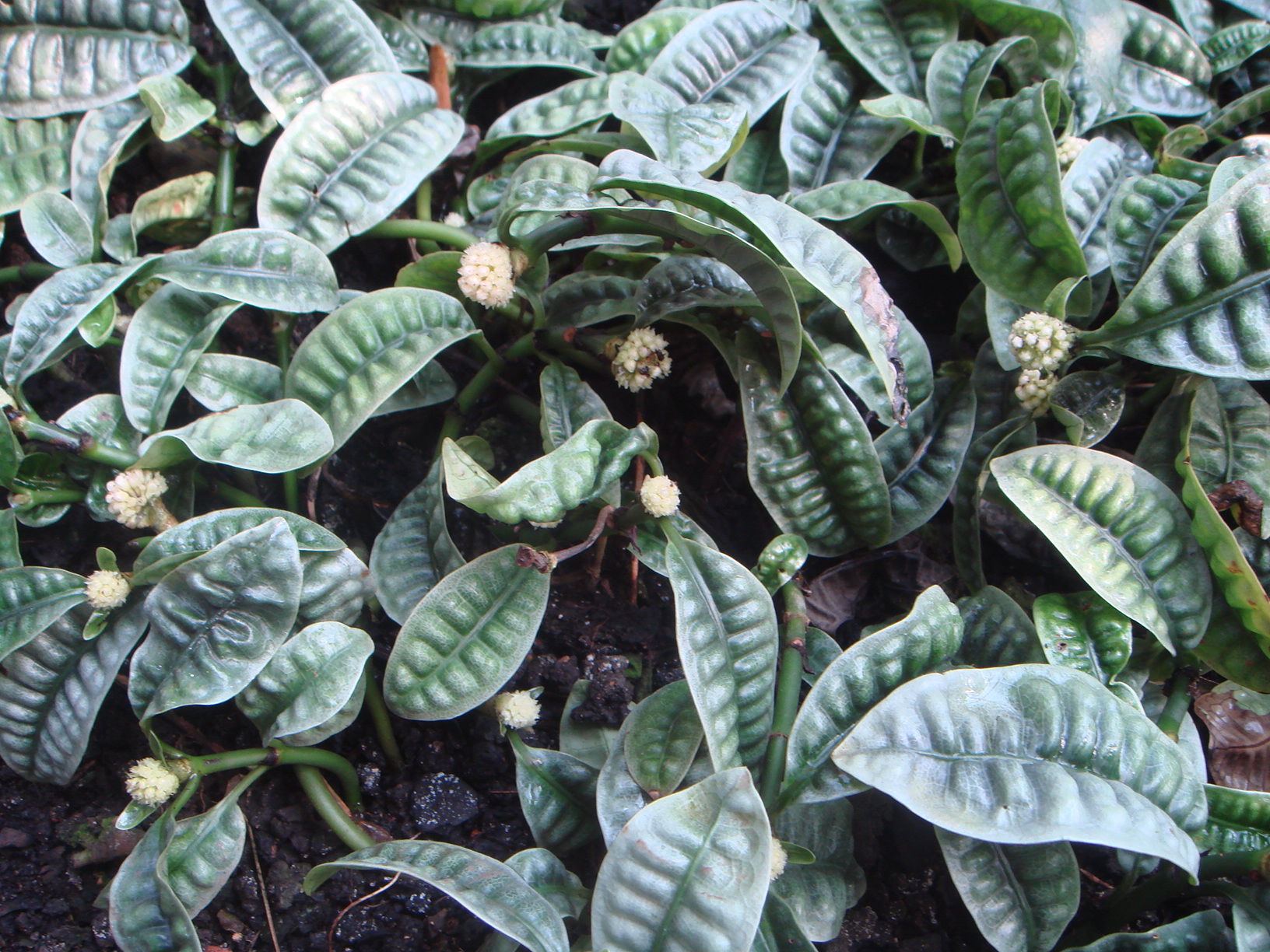
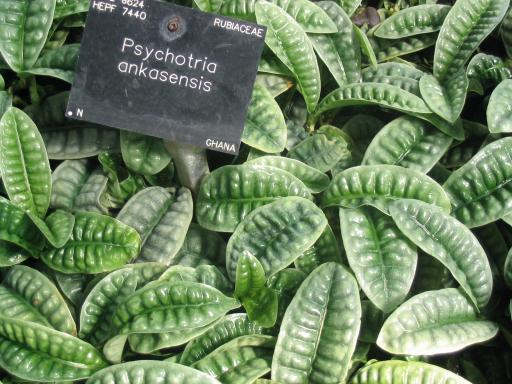